# Hear 'n Aid
Hear 'n Aid var en amerikansk supergrupp bestående av hårdrocks- och heavy metal-band bildad 1985 för att liksom USA for Africa och Band Aid hjälpa svältande i Afrika. Låten Stars blev en hit.

## Medlemmar
Sång
- Eric Bloom (Blue Öyster Cult)
- Ronnie James Dio (Dio)
- Don Dokken (Dokken)
- Kevin DuBrow (Quiet Riot)
- Rob Halford (Judas Priest)
- Dave Meniketti (Y&T)
- Paul Shortino (Rough Cutt)
- Geoff Tate (Queensrÿche)

Körsång
- Robbin Crosby (Ratt)
- Stephen Pearcy (Ratt)
- Tommy Aldridge (Ozzy Osbourne)
- Dave Alford (Rough Cutt)
- Carmine Appice (Vanilla Fudge)
- Vinny Appice (Dio)
- Jimmy Bain (Dio)
- Frankie Banali (Quiet Riot)
- Mick Brown (Dokken)
- Vivian Campbell (Dio)
- Carlos Cavazo (Quiet Riot)
- Amir Derakh (Rough Cutt)
- Buck Dharma (Blue Öyster Cult)
- Brad Gillis (Night Ranger)
- Craig Goldy (Giuffria)
- Chris Hager (Rough Cutt)
- Chris Holmes (W.A.S.P.)
- Blackie Lawless (W.A.S.P.)
- George Lynch (Dokken)
- Yngwie Malmsteen
- Mick Mars (Mötley Crüe)
- Dave Murray (Iron Maiden)
- Vince Neil (Mötley Crüe)
- Ted Nugent
- Eddie Ojeda (Twisted Sister)
- Jeff Pilson (Dokken)
- David St. Hubbins (Spinal Tap)
- Rudy Sarzo (Quiet Riot)
- Claude Schnell (Dio)
- Neal Schon (Journey)
- Derek Smalls (Spinal Tap)
- Mark Stein (Vanilla Fudge)
- Matt Thorr (Rough Cutt)

Gitarr
- Craig Goldy (Giuffria)
- Vivian Campbell (Dio)
- Carlos Cavazo (Quiet Riot)
- Buck Dharma (Blue Öyster Cult)
- Brad Gillis (Night Ranger)
- George Lynch (Dokken)
- Yngwie Malmsteen
- Eddie Ojeda (Twisted Sister)
- Neal Schon (Journey)
- Dave Murray (Iron Maiden)
- Adrian Smith (Iron Maiden)

Bas
- Jimmy Bain (Dio)

Trummor
- Vinny Appice (Dio)
- Frankie Banali (Quiet Riot)

Keyboard
- Claude Schnell (Dio)